# Horst Fischer
Pour l’article homonyme, voir Fischer.
Ne doit pas être confondu avec Horst Fischer (trompettiste).
Horst Paul Silvester Fischer (31 décembre 1912 - 8 juillet 1966) est un médecin allemand et membre de la SS. Il est exécuté en 1966 en Allemagne de l'Est pour des crimes commis au camp de concentration d'Auschwitz-Birkenau pendant la Seconde Guerre mondiale.

## Biographie
Né orphelin, il a grandi avec son oncle à Berlin. Il fréquente l'université Humboldt de Berlin et obtient son diplôme en médecine en 1937.
Il rejoint la SS (membre n° 293 937) en 1933, à l'âge de 20 ans, et le Parti nazi (membre n° 5 370 071) quatre ans plus tard. Au cours de la guerre, il travaille comme médecin de la Waffen-SS à Oranienbourg, Dachau et Stralsund. Il participe à l'opération Barbarossa, où il soigne la tuberculose pulmonaire des blessés en première ligne. Le 6 novembre 1942, il est transféré à Auschwitz-Birkenau, où il est l'un des médecins les plus expérimentés. Devenu médecin en chef adjoint d'Auschwitz, il participe à de nombreuses sélections sur les rampes d'arrivées. En 1943, il est promu SS-Hauptsturmführer. De novembre 1943 à septembre 1944, il est le médecin principal de l'infirmerie du camp Monowitz-Buna. Après l'évacuation du camp, il travaille en février 1945 au bureau économique et administratif de la SS.
Après la guerre, il pratique la médecine en République démocratique allemande sous son vrai nom à Golzow, Brandebourg-sur-la-Havel et Spreenhagen pendant 20 ans avant que les procès des criminels de guerre ne mettent en lumière son passé sombre. En avril 1964, le ministère de la Sécurité d'État travaille sur les cas des médecins d'Auschwitz entre 1943 et 1944 ayant échappé à la justice. Le 11 juin 1965, Horst Fischer est arrêté et interrogé par le ministère de la Sécurité d'État pendant plusieurs mois. Jugé par la Cour suprême de la RDA le 10 mars, il est reconnu coupable de crimes de guerre et condamné à mort le 25 mars 1966. Après refus de clémence  par le président du Conseil d'État Walter Ulbricht, Fischer est exécuté par guillotine (appelé Fallschwertmaschine en RDA) à Leipzig le 8 juillet 1966. Il a été la dernière personne exécutée par cette méthode en Allemagne et la dernière en Europe hormis la France, où la dernière exécution de ce genre s'est produite en 1977.